# 최성민 (야구 선수)
최성민(崔成玟, 1990년 7월 31일 ~ )은 KBO 리그 성남 맥파이스의 외야수이다.

## 출신학교
- 역삼초등학교
- 이수중학교
- 서울고등학교